# Haplodelphax euronotianus
Haplodelphax euronotianus är en insektsart som beskrevs av George Willis Kirkaldy 1907. Haplodelphax euronotianus ingår i släktet Haplodelphax och familjen sporrstritar. Inga underarter finns listade i Catalogue of Life.